# Metropolia abidżańska
Metropolia abidżańska – jedna z 4 metropolii kościoła rzymskokatolickiego w Wybrzeżu Kości Słoniowej. Została ustanowiona 14 września 1959.

## Diecezje
- Archidiecezja abidżańska
  - Diecezja Agboville
  - Diecezja Grand-Bassam
  - Diecezja Yopougon

## Metropolici
- Jean-Baptiste Boivin (1950-1959)
- kard. Bernard Yago (1959-1994)
- kard. Bernard Agré (1994-2006)[1]
- kard. Jean-Pierre Kutwa (2006-2024)
- kard. Ignace Bessi Dogbo (od 2024)